# (4579) Puccini
Puccini asteroide número 4579 de la sèrie (1989 AT6), descobert l'11 de gener de 1989 per F. Börngen des de Tautenburg. Batejat en memòria del compositor italià Giacomo Puccini (1858-1924).